# Костештій-дін-Вале
Костештій-дін-Вале (рум. Costeștii din Vale) — село у повіті Димбовіца в Румунії. Адміністративний центр комуни Костештій-дін-Вале.
Село розташоване на відстані 53 км на північний захід від Бухареста, 30 км на південь від Тирговіште, 138 км на схід від Крайови, 112 км на південь від Брашова.

## Населення
За даними перепису населення 2002 року у селі проживали 2109 осіб.
Національний склад населення села:
| Національність | Кількість осіб | Відсоток |
| -------------- | -------------- | -------- |
| румуни         | 1822           | 86,4%    |
| цигани         | 286            | 13,6%    |

Рідною мовою назвали:
| Мова      | Кількість осіб | Відсоток |
| --------- | -------------- | -------- |
| румунська | 1959           | 92,9%    |
| циганська | 149            | 7,1%     |